# Reggenza di Ngada
La reggenza di Ngada (in indonesiano: Kabupaten Ngada) è una reggenza dell'Indonesia, situata nella provincia di Nusa Tenggara Orientale.